# Cimitero di San Piero a Grado
Il cimitero di San Piero a Grado è situato nell'omonima frazione del comune di Pisa.

## Storia
Massimo Carmassi riceve l'incarico di ampliare il cimitero di San Piero nel 1982 e avvia un primo studio di definizione dell'impianto, formalizzato nel febbraio 1983; tale progetto prevedeva un recinto con elementi di pura geometria disseminati liberamente all'interno. In una seconda fase, di poco successiva, tale concezione viene superata: è conservato il recinto murario mentre vengono introdotte tre stecche longitudinali (le cappelle e i colombari), disassate e convergenti verso una cappella ottagonale. Una volta definita tale idea, il progetto generale viene approntato rapidamente, mentre assai lunga ed elaborata è la definizione dei singoli elementi, i cui particolari costruttivi sono variati e ridisegnati più volte, con costanti ripensamenti che si protraggono sino al 1995 (i particolari architettonici vengono definiti tra l'agosto del 1985 e l'aprile del 1986; una nuova planimetria generale e nuovi progetti esecutivi per gli edifici dei loculi, muro di recinzione, impianti e servizi, cappelle, sarcofagi ed ossari vengono disegnati tra il 1993 ed il 1995). Particolare attenzione è stata riposta nello studio delle cappelle - studiate diversamente sia la muratura che la copertura e variata la cornice - e della muratura in laterizio: riguardo a quest'ultima gli elaborati grafici contengono molte soluzioni per la tessitura del mattone, che vanno da quelle più semplici a ricorsi orizzontali, ad un impaginato a 45º, sino all'inserimento di strisce colorate o di fasce arretrate, tra le quali è stata poi scelta quella più semplice ed omogenea. I lavori del primo lotto, eseguiti dalla ditta Sacaim di Venezia, vengono avviati nel 1986: sin dall'esordio si verificano difficoltà di collaborazione tra il progettista ed il direttore dei lavori, l'ingegner Paolini, il quale chiede al Genio civile la sospensione dei lavori per mancanza di adeguamento alle norme sismiche.
Tale sospensione offre a Carmassi l'opportunità di rivedere e trasformare alcuni elementi, fatto questo che va a tutto vantaggio delle nuove soluzioni. Concluso il primo lotto, comprendente uno dei due colombari, i lavori del secondo, questa volta diretti dall'architetto Dunia Andolfi e realizzati dall'impresa Guidi, vengono formalmente avviati il 5 maggio del 1993. Il cantiere è ancora aperto ed in via di ultimazione: a tutt'oggi è al livello di semplice fondazione la stecca dei colombari più prossima al vecchio cimitero, mentre non sono state ancora tracciate la cappella ottagona ed i servizi addossati al muro del vecchio cimitero; debbono ancora essere realizzate pressoché integralmente le finiture.

### Il problema delle infiltrazioni di acqua
Al 2014, la parte nuova del cimitero, ormai ultimata da diversi anni, risulta oggetto di copiose infiltrazioni di acqua in alcune sue parti, problematica che rende necessario il trasferimento di circa un centinaio di salme in una nuova area ancora da realizzare.

## Descrizione
L'intervento di Carmassi, ampliamento verso est del preesistente cimitero di San Piero, si inserisce nel piatto paesaggio agricolo lambito verso occidente dalla pineta mediterranea di Tombolo, e si situa in prossimità della basilica romanica di San Piero a Grado, forte emergenza paesaggistica e storica. Il complesso, che sembra emergere in modo discreto e naturale dalla pianura grazie alla compattezza del recinto murario il cui disegno si adatta al tracciato poderale, è delimitato a nord dalla strada che si innesta sulla strada statale che collega Pisa al Mare. Il rapporto col preesistente cimitero sembra risolto da Carmassi all'insegna della diversità (diverse le tipologie, le soluzioni formali, le scelte materiche ed i valori cromatici), mentre viene chiaramente ricercato un dialogo con la vicina basilica di San Piero, della quale vengono rievocate la compattezza muraria e la consistenza cromatica (nel cimitero come nella chiesa mattoni fatti a mano dello stesso colore e grana).

### Esterno
Il nuovo cimitero si aggrega al fronte orientale del preesistente, caratterizzato da un muro di cinta dal quale emergono i volumi compatti delle cappelle ed i filari di cipressi. Esso è costituito da un'ampia area, racchiusa verso sud da una grande muraglia a pianta curvilinea, compressa tra due torrette cilindriche, a conclusione della quale due tagli verticali, evidente richiamo alle feritoie delle fortificazioni, permettono di traguardare il paesaggio estero. Elementi di cerniera sono a nord ovest il corpo ottagono della cappella, probabile omaggio al Santo Sepolcro pisano, e, a est, i volumi dei servizi igienici (corpo cilindrico con copertura trasparente), dell'accesso, del deposito e della guardiola, racchiusi in una stecca parallela al fronte stradale nella quale un introibo circolare immette al cimitero.

### Interno
All'interno del recinto piazza sono posizionati i vari corpi, distribuiti parallelamente al fronte sud del vecchio cimitero oppure lievemente disassati (uno dei due colombari), intervallati da un sistema di 3 piazze interne e collegati visivamente tra di loro grazie ad un sistema di aperture che permettono di traguardare trasversalmente l'intero invaso. Procedendo da sud vero nord un recinto erboso per le inumazioni addossato alla muraglia si pone ad una quota più elevata rispetto al piano sottostante, così da non risultare visibile dal cortile principale; tale dislivello è stato utilizzato dal progettista per realizzare un muro i cui moduli quadrati (lastre di travertino sovrastate da una cornice modanata) fungono da ossari. Alla quota più bassa è situato il pavimento a lastre tombali, sempre in travertino, che evoca le soluzioni degli antichi recinti funerari (dal Camposanto monumentale agli interni delle cattedrali romaniche e gotiche). Questo invaso in marmo, dal disegno estremamente rigoroso, è racchiuso a sud ovest dalla grande muraglia curvilinea e a settentrione dal muro cieco del corpo delle cappelle, ambedue in laterizio: tale spazio raggiunge - grazie alla completa introversione (come un chiostro che consente solo di intuire l'esterno), all'astrattezza delle forme e all'uso esplicitamente dialettico dei materiali (il travertino ed il mattone) - un risultato di rara bellezza ed armonia, configurandosi come un luogo dal forte carattere meditativo.
La stecca delle cappelle si ricongiunge visivamente alla muraglia curvilinea grazie alle fughe prospettiche della parete, anche se nella realtà le due cortine murarie sono separate da un'apertura che conduce al livello sottostante.
Tale edificio, a pianta rettangolare e volumetria compatta a forte sviluppo longitudinale, è articolato tramite passaggi trasversali in tre nuclei, ciascuno contenente dieci cappelle.
Al fronte nord - un'austera muratura in mattoni con due semplici aperture di collegamento - fa da contrappunto il lato delle cappelle, somma di cellule completamente rivestite in travertino sulla parete delle quali si sovrappongono 4 sepolture: conclude ed enfatizza il tutto la possente cornice modanata e la teoria di cipressi, uno per ogni cappella, posti a riequilibrare, come segni verticali, la forte traccia orizzontale della fuga prospettica della cimasa.
Lievemente divergente rispetto al corpo delle cappelle, e con esse formante uno slargo profondo avente come fondale l'ultima porzione della muraglia curvilinea, si dispone uno dei due colombari: questo, come l'altro non ancora realizzato, si configura come un parallelepipedo a forte sviluppo longitudinale, la cui compatta muratura in laterizio si apre verso l'esterno soltanto tramite 3 aperture per fronte. Tali aperture si configurano sul lato sud come semplici portali architravati e sul lato nord hanno invece un profilo a "T" ripartito al centro da due colonne binate in metallo a sostegno dei sovrastanti architravi in profilato metallico, soluzione questa che per raffinatezza e composizione ricorda certe soluzioni scarpiane. L'interno, a un solo piano, è illuminato grazie alla copertura trasparente ed è caratterizzato da un fronte a mattoni e l'altro, ospitante i loculi, rivestito in travertino.
In generale il complesso propone una grande accuratezza e raffinatezza nel progetto e nel disegno dei particolari: si vedano per il laterizio, la trama della muratura, la varietà delle soluzioni per cantonali, architravi, stipiti dei portali e cornici; per i ferri i giunti della carpenteria della copertura e le colonne; per i marmi le cimase e le lastre tombali. Molto accurato è inoltre lo studio delle calate, inserite in nicchie delle muratura e rivestite con copertine in acciaio, ed il disegno degli infissi, fatti realizzare espressamente.

## Fortuna critica
Il complesso ha goduto, sin dalle prime pubblicazioni dei progetti su riviste, di una notevole fortuna critica, giacché in esso è stata colta l'evoluzione e la raggiunta maturità di quei temi progettuali già sperimentati nel precedente cimitero di San Michele agli Scalzi: anche in questo caso emerge il tentativo di riproporre, nell'indeterminato paesaggio della periferia, un segno archetipo, ovvero quella della cittadella murata e formalmente autonoma, capace di ricostruire, da sola, l'immagine urbana. Secondo Acocella (1992) tema pregnante dell'intervento è, ancora una volta, il muro-recinto, elemento di separazione, evidente e marcato, fra interno e esterno e tra città e campagna, che si connota come confine esattamente tracciato ovvero come atto archetipo di appropriazione del sito. Il carattere meditativo di questo spazio, che traduce con accenti quasi metafisici una città sovratemporale e sovrastorica fatta di piazze, battisteri e muri dalla chiara geometria, è sottolineato anche dal Matteoni (1989).